# Етельред II (король Мерсії)
Етельред II (*Æthelred II, д/н —911) — король Мерсії у 879—884 роках, елдормен Мерсії у 884—911 роках.

## Життєпис

### Король
Про його походження достеменно невідомо. Дослідники вважають, що він належав до гілки династії Ікелінгів, що мали маєтності в колишньому королівстві Гвікке. У 879 році після смерті короля Кеолвульфа II знаттю за підтримки Альфреда, короля Вессексу, обирається новим королем Мерсії.
В союзі з королем Альфредом намагався позбутися зверхності королівства Йорвік та повернути під владу східну Мерсію. Водночас з перемінним успіхом вів війни проти бриттських держав у Вельсі. Втім у 881 році він зазнав важкої поразки від військ королівства Гвінед. Проте зумів зберегти зверхність над королівствами Гвент та Гливисінг.
У 882 році Гвент та Гливисінг підтримав Вессекс, який вступив у протистояння з Мерсією. У 883 році Етельред II зазнав поразки та визнав зверхність вессекського короля Альфреда.

### Елдормен
З невідомих причин з 884 роках в хроніках Мерсії та Вессексу Етельред став згадуватися не як король, а як мерсійський елдормен короля Вессексу. На Мерсію була розповсюдження оборонна політика Вессексу проти королівств вікінгів у Йорвіку та Східній Англії. Етельред наказав спорудити потужні бури (фортеці) на кордоні між західною та східною Мерсією.
У 886 році спільно з Альфредом Етельред II відвоював Лондон та навколишні землі від вікінгів. Відомо, що обидва володарі доклали чималих зусиль задля відновлення Лондона та Лунденвіка (так званий англосаксонський Лондон).
Для зміцнення впливу Вессексу Етельред II у 886 або 887 році одружився з принцесою Етельфледою, дочкою короля Альфреда й водночас небогою колишнього мерсійського короля Бурґреда. Доволі швидко дружина почала справляти значний вплив на Етельреда.
У 889 та 899 роках надав маєтності та значні кошти єпископу Вустера та архієпископу Кентерберійському. У 892 роках разом з військом Вессексу завдав поразки війську вікінгів на чолі із Гастінґом. У 893 році спільні війська Мерсії, Вессексу та бриттів Вельсу в битві при Буттінгтоні завдали нової поразки Гастінґу, який домовився залишити напади на англосаксонські держави, хреститися. Хрещеним батьком одного з синів Гастінґа став Етельред. У 896 році разом з Едуардом, сином короля Альфреда Вессекського вдало діяв проти вікінгів Східної Англії та королівства Йорвік.
З кінця 890-х років фактично перестав контролювати Мерсію: в центральній частині урядував Етельвульф, у південній — Етельфріт (усі з Вессекської династії).
Між 899 та 902 роками здоров'я Етельреда значно погіршилося. В результаті чого фактичну владу перебрала його дружина, що керувала західною Мерсією. У 905 році через неспроможність Етельреда не вдалося завадити вторгненню вікінгів Йорвіку, що сплюндрували значну частину Мерсії.
У 909 році надав військову та іншу допомогу під час військовою кампанії Едуарда, короля Вессексу, проти Йорвіку, під час якої було сплюндровано області Ліндсі. Можливо брав участь у битві при Теттенголлі, де об'єднанні війська Йорвіку та Гвінеду зазнали нищівної поразки.
Помер у 911 році. Йому спадкувала дружина Етельфледа.

## Родина
Дружина — Етельфледа, донька Альфреда, короля Вессексу
Діти:
- Ельфвіна, королева Мерсії у 918—919 роках